# HD 135896
HD 135896，又名CD-3012117，SAO 206509、HR 5688，是一颗恒星，视星等为6.18，位于銀經336.46，銀緯21.91，其B1900.0坐标为赤經15h 12m 33.4s，赤緯-30° 21.91′ 35″。